# Regeringen Bluhme II
Regeringen Bluhme II var Danmarks regering 11. juli 1864 – 6. november 1865.
Ændringer: 16. november 1864, 18. november 1864, 30. marts 1865 , 13. maj 1865, 5. juli 1865
Den bestod af følgende ministre:
- Konseilspræsident og Udenrigsminister: C.A. Bluhme
- Finansminister: C.G.N. David
- Indenrigsminister: F.F. Tillisch
- Justitsminister:

Eugenius Sophus Ernst Heltzen til 30. marts 1865 (G.J. Quaade vikarierede fra 30. marts til 7. april 1865), derefter
Christian Jacob Cosmus Bræstrup
- Minister for Kirke- og Undervisningsvæsenet:

Eugenius Sophus Ernst Heltzen til 30. marts 1865 (G.J. Quaade vikarierede fra 30. marts til 7. april 1865), derefter
Christian Jacob Cosmus Bræstrup
- Krigsminister: C.F. Hansen
- Marineminister: O.H. Lütken
- Minister uden portefølje:

G.J. Quaade til 13. maj 1865, derefter
Carl Moltke til 5. juli 1865
- Minister for Slesvig: C.G.W. Johannsen til 18. november 1864
- Minister for Holsten og Lauenborg: C.A. Bluhme til 16. november 1864